# Убийство (фильм, 1964)
«Убийство» (яп. 暗殺: ансацу; англ. Assassination) — один из ярких авторских фильмов режиссёра новой волны японского кино 1960-х Масахиро Синоды. Снят на чёрно-белую плёнку в 1964 году. Его действие отнесено к началу 1860-х годов XIX века, эпохе Бакумацу (1853—1867), когда сёгунат Токугава доживал свои последние дни.

## Сюжет
В 1853 году в Японию прибыло четыре американских корабля, требующих, чтобы после трёхвекового мирного уединения страна теперь открылась для внешней торговли. Прагматичные сторонники сёгуната, базирующиеся в Эдо, начали политику дипломатии с иностранцами без предварительной консультации с Божественным Императором и начали искоренять любого, кто был против их политики. В то время, как верные сторонники Императора, собравшиеся в Киото, начали кампанию убийств против чиновников сёгуната. В попытке спасти Японию от иностранного влияния, если не вторжения, в стране начинается гражданская война.
Действие киноленты начинается в третий год эры Бункю, или в 1863 год по западному летоисчислению. В первые минуты повествования мы узнаём о помиловании убийцы в соответствии с приказом премьер-министра. Помилованным оказывается Хатиро Киёкава, человек, который преодолел своё низкое происхождение, став квалифицированным фехтовальщиком, красноречивым оратором, гибким тактиком и харизматичным лидером ронинов.
Несмотря на свою прошлую репутацию пылкого сторонника Императора и агитатора против сёгуната, Киёкава завербован лордом Мацудайрой, чтобы сформировать свободную самурайскую армию, которая бы уничтожила врагов сёгуна в Киото. Одновременно Мацудайра нанимает другого ронина Тадасабуро Сасаки, которому поручается изучить Киёкаву и его слабости. Это на тот случай, если Киёкава вознамерится вернуться к своим старым пристрастиям восстановления монархии, тогда он должен быть убит. Сасаки предстоит очень сложная задача: добиться до конца того, кто же он этот «таинственный» Киёкава и чего он хочет — непростая задача, когда даже его собственные товарищи и ученики не могут ему доверять. Подобно тому, как Киёкава имеет тенденцию скрывать свое лицо под огромной соломенной шляпой, его персонаж кажется наполовину скрытым в серии воспоминаний, призванных будоражить различные, зачастую противоречивые грани его личности. Его лучший ученик Исидзака и его потенциальный убийца Сасаки попытаются открыть истинное лицо этого человека. Действует ли Киёкава с жестокой безжалостностью или с искренним стремлением избежать как можно больше насилия? Было ли его прошлое противодействием сёгунату, основанному на националистических принципах, или его негодованием по поводу отсутствия его личного продвижения по службе? И, наконец, кому же он всё-таки более верен — Императору, Сёгунату, Японии или самому себе?

## В ролях
Посвящённый далёким временам, фильм оказался по-настоящему современным. Синода рисует в нём общество, где японцы убивают друг друга из-за разницы во взглядах, где государственные деятели провозглашают истины, в которые сами не верят, а молодые люди ради самоутверждения легко идут на преступление. В нечёсаных и немытых героях картины, для которых экстравагантность внешнего поведения является способом выражения протеста, он видел прообраз современных хиппи, которые, как и те, прежние «бунтари», не сумели решить ни одну из мучивших их проблем...
...Из обширной мозаики отдельных эпизодов Синода сложил реалистическую картину страны второй половины XIX века, передав множеством точных деталей характер эпохи. Он избегал строить декорации, предпочитая снимать на фоне подлинных зданий того времени. В композиции кадров он следовал принципам традиционного японского изобразительного искусства, что придало фильму оттенок национальной стилистики.
- Тэцуро Тамба — Хатиро Киёкава
- Сима Ивасита — его возлюбленная О-Рэн
- Эйдзи Окада — Мацудайра
- Исао Кимура — Тадасабуро Сасаки
- Тамоцу Хаякава — Сёдзо Исидзака
- Эйтаро Одзава — премьер-министр Итакура
- Фудзио Суга — Удоно Кюо
- Кодзи Намбара — Кьюбэй
- Кэйдзи Сада — Рёма Сакамото
- Муга Такэваки — Синго Миягава

## Премьеры
— национальная премьера фильма состоялась 4 июля 1964 года.
 — премьерный показ в США: 30 октября 1964 года в Нью-Йорке.

## Награды и номинации
Кинопремия «Майнити»
- 19-я церемония награждения (за 1964 год)[3].

Выиграны:
- Премия за лучшую музыку к фильму — композитор Тору Такэмицу (ex aequo — «Женщина в песках»).

Премия журнала «Кинэма Дзюмпо» (1965)
- Номинация на премию за лучший фильм 1964 года, однако по результатам голосования кинолента заняла лишь 16-е место.